# Tyros fyr
Tyros fyr är en fyr längst ut på en klippudde nordväst om hamnen i Tyros i Libanon. 
Den första fyren på platsen byggdes år 1866. Den ersattes av den nuvarande fyren omkring 1912. Fyren är sex meter hög och byggd i betong ovanpå en murad tvåvåningsbyggnad. Den är vitmålad och har två balkonger. Fyrlyktan, som drivs med solpaneler, visar tre vita blixtar var 15 sekund. Den var i drift till 1973 och togs åter i bruk  efter en renovering i september 2016. Fyrvaktarna har tillhört samma familj under flera sekel.
Fyrplatsen kan besökas men fyren är stängd för allmänheten.